# Lista siturilor arheologice din județul Buzău - R
Lista siturilor arheologice din județul Buzău - R conține toate siturile arheologice din județul Buzău înscrise în Repertoriul Arheologic Național (RAN) și aflate în localități al căror nume începe cu litera R. RAN este administrat de Ministerul Culturii și Patrimoniului Național și cuprinde date științifice, cartografice, topografice, imagini și planuri, precum și orice alte informații privitoare la zonele cu potențial arheologic, studiate sau nu, încă existente sau dispărute.
Puteți căuta un sit din localitățile care încep cu litera R folosind formularul de mai jos sau puteți naviga prin toate siturile din județ la Lista siturilor arheologice din județul Buzău.
| Cod RAN                                   | Denumire | Localitate                         | Adresă                                  | Datare                                       | Descoperit | Coordonate                                    | Imagine           | Erori            |
| ----------------------------------------- | --- | ---------------------------------- | --------------------------------------- | -------------------------------------------- | ---------- | --------------------------------------------- | ----------------- | ---------------- |
| 44854.01.01                               | Așezarea Boian de la Râmnicu Sărat / ansamblu anonim (Categorie: locuire civilă) (Tip: Așezare)                                                                              | municipiul Râmnicu Sărat           |                                         | Boian                                        |            |                                               | Încărcați imagine | Raportați eroare |
| 48637.01.01                               | Așezarea neolitică de la Runcu / ansamblu anonim (Categorie: locuire civilă) (Tip: Așezare)                                                                                  | sat Runcu, comuna Pârscov          |                                         |                                              |            |                                               | Încărcați imagine | Raportați eroare |
| 48637.01.02                               | Așezarea neolitică de la Runcu / ansamblu anonim (Categorie: locuire civilă) (Tip: Așezare)                                                                                  | sat Runcu, comuna Pârscov          |                                         |                                              |            |                                               | Încărcați imagine | Raportați eroare |
| 49055.06.01                               | Necropola de la Rușețu -"Movilele Gemene" / ansamblu anonim (Categorie: descoperire funerară) (Tip: Necropolă)                                                               | sat Rușețu, comuna Rușețu          | Movilele Gemene                         |                                              |            |                                               | Încărcați imagine | Raportați eroare |
| 49055.06.02                               | Necropola de la Rușețu -"Movilele Gemene" / ansamblu anonim (Categorie: descoperire funerară) (Tip: Necropolă)                                                               | sat Rușețu, comuna Rușețu          | Movilele Gemene                         |                                              |            |                                               | Încărcați imagine | Raportați eroare |
| 49055.05.01                               | Necropola eneolitică de la Rușețu -"Movila Mioara" / ansamblu anonim (Categorie: descoperire funerară) (Tip: Necropolă)                                                      | sat Rușețu, comuna Rușețu          | Movila Mioara                           |                                              |            |                                               | Încărcați imagine | Raportați eroare |
| 49055.04.01                               | Necropola eneolitică de la Rușețu -"Movila Marginea" / ansamblu anonim (Categorie: descoperire funerară) (Tip: Necropolă)                                                    | sat Rușețu, comuna Rușețu          | Movila Marginea                         |                                              |            |                                               | Încărcați imagine | Raportați eroare |
| 49055.03.01                               | Necropola de la Rușețu - "Movila Coturi" / ansamblu anonim (Categorie: descoperire funerară) (Tip: Necropolă)                                                                | sat Rușețu, comuna Rușețu          | Movila Coturi                           |                                              |            |                                               | Încărcați imagine | Raportați eroare |
| 49055.03.02                               | Necropola de la Rușețu - "Movila Coturi" / ansamblu anonim (Categorie: descoperire funerară) (Tip: Necropolă)                                                                | sat Rușețu, comuna Rușețu          | Movila Coturi                           |                                              |            |                                               | Încărcați imagine | Raportați eroare |
| 49055.02.01                               | Situl arheologic de la Rușețu - "Movila Mare" / ansamblu anonim (Categorie: locuire) (Tip: Necropolă)                                                                        | sat Rușețu, comuna Rușețu          | Movila Mare                             |                                              |            |                                               | Încărcați imagine | Raportați eroare |
| 49055.02.02                               | Situl arheologic de la Rușețu - "Movila Mare" / ansamblu anonim (Categorie: locuire) (Tip: Așezare)                                                                          | sat Rușețu, comuna Rușețu          | Movila Mare                             |                                              |            |                                               | Încărcați imagine | Raportați eroare |
| 49055.02.03                               | Situl arheologic de la Rușețu - "Movila Mare" / ansamblu anonim (Categorie: locuire) (Tip: Necropolă)                                                                        | sat Rușețu, comuna Rușețu          | Movila Mare                             | mil. I                                       |            |                                               | Încărcați imagine | Raportați eroare |
| 49055.02.04                               | Situl arheologic de la Rușețu - "Movila Mare" / ansamblu anonim (Categorie: locuire) (Tip: Așezare)                                                                          | sat Rușețu, comuna Rușețu          | Movila Mare                             | mil. I                                       |            |                                               | Încărcați imagine | Raportați eroare |
| 49055.01.01                               | Necropola de la Rușețu / ansamblu anonim (Categorie: descoperire funerară) (Tip: Necropolă)                                                                                  | sat Rușețu, comuna Rușețu          |                                         |                                              |            |                                               | Încărcați imagine | Raportați eroare |
| 49055.01.02                               | Necropola de la Rușețu / ansamblu anonim (Categorie: descoperire funerară) (Tip: Necropolă)                                                                                  | sat Rușețu, comuna Rușețu          |                                         |                                              |            |                                               | Încărcați imagine | Raportați eroare |
| 45192.01.01 (Cod LMI: BZ-II-a-A-02448)    | Satul monahal de la Rătești / ansamblu Sat monahal (15 case) (Categorie: locuire civilă) (Tip: așezare monahală)                                                             | sat Rătești, comuna Berca          |                                         | sec. XVII - XIX                              |            |                                               | Încărcați imagine | Raportați eroare |
| 45192.01.02 (Cod LMI: BZ-II-m-A-02448.01) | Satul monahal de la Rătești / ansamblu Biserica "Sf. Treime" (Categorie: locuire civilă) (Tip: Biserică)                                                                     | sat Rătești, comuna Berca          |                                         | sec. XVII; refăcută 1844                     |            |                                               | Încărcați imagine | Raportați eroare |
| 45192.01.03 (Cod LMI: BZ-II-m-A-02448.06) | Satul monahal de la Rătești / ansamblu anonim (Categorie: locuire civilă) (Tip: Casă)                                                                                        | sat Rătești, comuna Berca          |                                         | sec. XVII                                    |            |                                               | Încărcați imagine | Raportați eroare |
| 44854.03.01 (Cod LMI: BZ-II-m-A-02457)    | Biserica "Sfinții Voievozi" - Câța de la Râmnicu Sărat / ansamblu Biserica "Sfinții Voievozi" (Categorie: structură de cult/religioasă) (Tip: Biserică)                      | municipiul Râmnicu Sărat           | str. Eminescu Mihai 5                   | 1765                                         |            |                                               | Încărcați imagine | Raportați eroare |
| 44854.06.01 (Cod LMI: BZ-II-m-A-02463.01) | Ansamblul mănăstirii Adormirea Maicii Domnului de la Râmnicu Sărat / ansamblu Biserica "Adormirea Maicii Domnului" (Categorie: structură de cult/religioasă) (Tip: biserică) | municipiul Râmnicu Sărat           | Str. Primăverii 4                       | 1697                                         |            | 45°22′48″N 27°02′33″E / 45.3799°N 27.0425°E   | Încărcați imagine | Raportați eroare |
| 44854.06.02 (Cod LMI: BZ-II-m-A-02463.02) | Ansamblul mănăstirii Adormirea Maicii Domnului de la Râmnicu Sărat / ansamblu anonim (Categorie: structură de cult/religioasă) (Tip: Casă)                                   | municipiul Râmnicu Sărat           | Str. Primăverii 4                       | sec. XVII                                    |            | 45°22′47″N 27°02′32″E / 45.3798°N 27.0422°E   | Încărcați imagine | Raportați eroare |
| 44854.06.03 (Cod LMI: BZ-II-m-A-02463.04) | Ansamblul mănăstirii Adormirea Maicii Domnului de la Râmnicu Sărat / ansamblu anonim (Categorie: structură de cult/religioasă) (Tip: Chilie)                                 | municipiul Râmnicu Sărat           | Str. Primăverii 4                       | sec. XVII                                    |            |                                               | Încărcați imagine | Raportați eroare |
| 44854.06.04 (Cod LMI: BZ-II-m-A-02463.05) | Ansamblul mănăstirii Adormirea Maicii Domnului de la Râmnicu Sărat / ansamblu anonim (Categorie: structură de cult/religioasă) (Tip: Turnuri)                                | municipiul Râmnicu Sărat           | Str. Primăverii 4                       | sec. XVII                                    |            |                                               | Încărcați imagine | Raportați eroare |
| 44854.06.05 (Cod LMI: BZ-II-m-A-02463.06) | Ansamblul mănăstirii Adormirea Maicii Domnului de la Râmnicu Sărat / ansamblu anonim (Categorie: structură de cult/religioasă) (Tip: Zid de incintă)                         | municipiul Râmnicu Sărat           | Str. Primăverii 4                       | sec. XVII                                    |            |                                               | Încărcați imagine | Raportați eroare |
| 44854.06.06 (Cod LMI: BZ-II-m-A-02463.07) | Ansamblul mănăstirii Adormirea Maicii Domnului de la Râmnicu Sărat / ansamblu Ruine de chilie (Categorie: structură de cult/religioasă) (Tip: Chilie)                        | municipiul Râmnicu Sărat           | Str. Primăverii 4                       | sec. XVII                                    |            |                                               | Încărcați imagine | Raportați eroare |
| 44854.06.07 (Cod LMI: BZ-II-a-A-02463)    | Ansamblul mănăstirii Adormirea Maicii Domnului de la Râmnicu Sărat / ansamblu anonim (Categorie: structură de cult/religioasă) (Tip: Necropolă)                              | municipiul Râmnicu Sărat           | Str. Primăverii 4                       | sec. XVI                                     |            |                                               | Încărcați imagine | Raportați eroare |
| 44854.06.08 (Cod LMI: BZ-II-a-A-02463)    | Ansamblul mănăstirii Adormirea Maicii Domnului de la Râmnicu Sărat / ansamblu anonim (Categorie: structură de cult/religioasă) (Tip: așezare)                                | municipiul Râmnicu Sărat           | Str. Primăverii 4                       | Sântana de Mureș - Cerneahov                 |            |                                               | Încărcați imagine | Raportați eroare |
| 44854.06.09 (Cod LMI: BZ-II-a-A-02463)    | Ansamblul mănăstirii Adormirea Maicii Domnului de la Râmnicu Sărat / ansamblu anonim (Categorie: structură de cult/religioasă) (Tip: așezare)                                | municipiul Râmnicu Sărat           | Str. Primăverii 4                       | Boian - Giulești                             |            |                                               | Încărcați imagine | Raportați eroare |
| 44854.06.10 (Cod LMI: BZ-II-a-A-02463)    | Ansamblul mănăstirii Adormirea Maicii Domnului de la Râmnicu Sărat / ansamblu anonim (Categorie: structură de cult/religioasă) (Tip: așezare)                                | municipiul Râmnicu Sărat           | Str. Primăverii 4                       | sec. XIV-XVI                                 |            |                                               | Încărcați imagine | Raportați eroare |
| 48637.02                                  | Crucea de la Runci la Runcu (Categorie: structură de cult/religioasă) (Tip: cruce)                                                                                           | sat Runcu, comuna Pârscov          |                                         | 1792                                         |            |                                               | Încărcați imagine | Raportați eroare |
| 46411.01.01 (Cod LMI: BZ-I-m-B-02272.02)  | Situl arheologic de la Roșioru - "Movila Roșioru" / ansamblu anonim (Categorie: locuire) (Tip: Așezare)                                                                      | sat Roșioru, comuna Cochirleanca   | Movila Roșioru (Cochirleanca)           | Sântana de Mureș - Cerneahov sec. IV p. Chr. |            |                                               | Încărcați imagine | Raportați eroare |
| 46411.01.02 (Cod LMI: BZ-I-m-B-02272.01)  | Situl arheologic de la Roșioru - "Movila Roșioru" / ansamblu anonim (Categorie: locuire) (Tip: Grup de morminte)                                                             | sat Roșioru, comuna Cochirleanca   | Movila Roșioru (Cochirleanca)           | sec. XVI - XVII                              |            |                                               | Încărcați imagine | Raportați eroare |
| 46411.02.01 (Cod LMI: BZ-I-m-B-02273.01)  | Situl arheologic din epoca migrațiilor de la Roșioru - "Valea Cochirleanca" / ansamblu anonim (Categorie: locuire civilă) (Tip: Așezare)                                     | sat Roșioru, comuna Cochirleanca   | Valea Cochirleanca                      | sec. IV - V p. Chr.                          |            |                                               | Încărcați imagine | Raportați eroare |
| 46411.02.02 (Cod LMI: BZ-I-m-B-02273.02)  | Situl arheologic din epoca migrațiilor de la Roșioru - "Valea Cochirleanca" / ansamblu anonim (Categorie: locuire civilă) (Tip: Necropolă)                                   | sat Roșioru, comuna Cochirleanca   | Valea Cochirleanca                      | sec. IV - V p. Chr.                          |            |                                               | Încărcați imagine | Raportați eroare |
| 50059.01.01 (Cod LMI: BZ-I-m-B-02274.03)  | Situl arheologic de la Rubla - "Movila Miresii" și "Movila cu cimitirul" / ansamblu anonim (Categorie: locuire civilă) (Tip: Așezare)                                        | sat Rubla, comuna Valea Râmnicului | Movila Miresii și "Movila cu cimitirul" |                                              |            | 45°21′07″N 27°04′13″E / 45.35194°N 27.07028°E | Încărcați imagine | Raportați eroare |
| 50059.01.02 (Cod LMI: BZ-I-m-B-02274.02)  | Situl arheologic de la Rubla - "Movila Miresii" și "Movila cu cimitirul" / ansamblu anonim (Categorie: locuire civilă) (Tip: Așezare)                                        | sat Rubla, comuna Valea Râmnicului | Movila Miresii și "Movila cu cimitirul" | sec. XII - V                                 |            | 45°21′07″N 27°04′13″E / 45.35194°N 27.07028°E | Încărcați imagine | Raportați eroare |
| 50059.01.03 (Cod LMI: BZ-I-m-B-02274.01)  | Situl arheologic de la Rubla - "Movila Miresii" și "Movila cu cimitirul" / ansamblu anonim (Categorie: locuire civilă) (Tip: Așezare)                                        | sat Rubla, comuna Valea Râmnicului | Movila Miresii și "Movila cu cimitirul" | Sântana de Mureș - Cerneahov sec. IV - V     |            | 45°21′07″N 27°04′13″E / 45.35194°N 27.07028°E | Încărcați imagine | Raportați eroare |
| 50059.02.01 (Cod LMI: BZ-I-m-B-02275.06)  | Situl arheologic de la Rubla - Pe movile / ansamblu anonim (Categorie: locuire) (Tip: Așezare)                                                                               | sat Rubla, comuna Valea Râmnicului | Pe movile                               |                                              |            |                                               | Încărcați imagine | Raportați eroare |
| 50059.02.02 (Cod LMI: BZ-I-m-B-02275.07)  | Situl arheologic de la Rubla - Pe movile / ansamblu anonim (Categorie: locuire) (Tip: Necropolă)                                                                             | sat Rubla, comuna Valea Râmnicului | Pe movile                               |                                              |            |                                               | Încărcați imagine | Raportați eroare |
| 50059.02.03 (Cod LMI: BZ-I-m-B-02275.05)  | Situl arheologic de la Rubla - Pe movile / ansamblu anonim (Categorie: locuire) (Tip: Necropolă)                                                                             | sat Rubla, comuna Valea Râmnicului | Pe movile                               |                                              |            |                                               | Încărcați imagine | Raportați eroare |
| 50059.02.04 (Cod LMI: BZ-I-m-B-02275.04)  | Situl arheologic de la Rubla - Pe movile / ansamblu anonim (Categorie: locuire) (Tip: Așezare)                                                                               | sat Rubla, comuna Valea Râmnicului | Pe movile                               |                                              |            |                                               | Încărcați imagine | Raportați eroare |
| 50059.02.05 (Cod LMI: BZ-I-m-B-02275.03)  | Situl arheologic de la Rubla - Pe movile / ansamblu anonim (Categorie: locuire) (Tip: neprecizat)                                                                            | sat Rubla, comuna Valea Râmnicului | Pe movile                               | sec. XII - V a. Chr.                         |            |                                               | Încărcați imagine | Raportați eroare |
| 50059.02.06 (Cod LMI: BZ-I-m-B-02275.02)  | Situl arheologic de la Rubla - Pe movile / ansamblu anonim (Categorie: locuire) (Tip: Necropolă)                                                                             | sat Rubla, comuna Valea Râmnicului | Pe movile                               | sec. IV - V                                  |            |                                               | Încărcați imagine | Raportați eroare |
| 50059.02.07 (Cod LMI: BZ-I-m-B-02275.01)  | Situl arheologic de la Rubla - Pe movile / ansamblu anonim (Categorie: locuire) (Tip: Așezare)                                                                               | sat Rubla, comuna Valea Râmnicului | Pe movile                               | sec. IV - V                                  |            |                                               | Încărcați imagine | Raportați eroare |